# Kalmikija
Kalmikija (uradno Republika Kalmikija, rusko Калмы́кия, Респу́блика Калмы́кия, kalmiško Хальмг Таңһч, Halmg Tanhč) je avtonomna republika Ruske federacije v Južnem federalnem okrožju. Leži med Volgo in Donom. Na severu meji z Volgograjsko oblastjo, na severovzhodu z Astrahansko oblastjo, na jugovzhodu z republiko Dagestanom, na jugu s Stavropolskim okrajem in na zahodu z Rostovsko oblastjo. Ustanovljena je bila 4. novembra 1920. Glavno mesto je Elista.
Od leta 1993 do 2010 je republiko vodil politik in multimilijonar Kirsan Iljumžinov, ki je bil tudi predsednik Svetovne šahovske federacije (FIDE).